# Новокуровка (Хабаровский край)
Новоку́ровка — село в Хабаровском районе Хабаровского края. Образует Сельское поселение «Село Новокуровка».

## География
Село Новокуровка расположено в отдалённой, левобережной части Хабаровского района. Стоит на левом берегу реки Кур, ниже пос. Победа и выше села Улика-Национальное.
На реке Кур (выше села Иванковцы) до середины XX века находилось село Кур, ныне заброшенное.

## История
До 1922 г. село носило название Восторговка в честь миссионера и проповедника протоиерея Иоанна Восторгова.

## Население
| 1939 | 1959  | 1992  | 2002 | 2010 | 2011 | 2012 |
| ---- | ----- | ----- | ---- | ---- | ---- | ---- |
| 804  | ↗1408 | ↘1000 | ↘591 | ↘460 | ↗462 | ↗488 |
| 2013 | 2014  | 2015  | 2016 | 2017 | 2018 | 2019 |
| ↘460 | ↘454  | ↘429  | ↘405 | ↘364 | ↘343 | ↘319 |
| 2020 | 2021  |       |      |      |      |      |
| ↘316 | ↘310  |       |      |      |      |      |

## Транспорт
В тёплое время года автодороги, можно сказать, нет.
В зимнее время можно доехать по зимнику до пос. Смидович Еврейской автономной области, расстояние около 50 км.
Летом вверх по Тунгуске и по Куру до отдалённых сёл Хабаровского района от Хабаровского речного порта ходит теплоход «Заря», расстояние по реке до Хабаровска около 120 км.
В советское время с Хабаровского аэропорта местных воздушных линий совершались рейсы на самолёте Ан-2.

## Инфраструктура
- Жители занимаются сельским хозяйством.
- Окрестности села Новокуровка славятся охотой и рыбалкой.